# Rezerwat krajobrazowy Mustoja
Rezerwat krajobrazowy Mustoja (est. Mustoja maastikukaitseala, võro Mustuja maastigukaitsõala) – rezerwat krajobrazowy w południowo-wschodniej Estonii, w gminie Setomaa, w prowincji Võru, przy granicy z Rosją.

## Położenie
Obszar rezerwatu znajduje się na terenie dziewięciu wsi położonych w gminie Setomaa, w prowincji Võru, w południowo-wschodniej Estonii – Kolossova, Korela, Lutepää, Nedsaja, Rääptsova, Sesniki, Treski, Vaartsi i Verhulitsa.

## Historia
Na terenie rezerwatu pierwotnie znajdowały się pastwiska i łąki użytkowane przez mieszkańców okolicznych wsi. W okresie Imperium Rosyjskiego funkcjonować miał w tym miejscu poligon wojskowy, zaś po wojnie o niepodległość Estonii w 1926 roku oficjalnie założono w tym miejscu strzelnicę. Po II wojnie światowej teren ten był wykorzystywany jako poligon przez wojska radzieckie (pułk czołgów, piechotę zmotoryzowaną i wojska powietrznodesantowe) do 1992 roku.
Rezerwat Krajobrazowy Mustoja założony został mocą Rozporządzenia nr 244 Rządu Estonii z dnia 27 października 1998 roku. Początkowo objął obszar 2830 ha, który od 2005 roku stopniowo był powiększany aż do 3488,2 ha (stan w 2023 roku).

## Charakterystyka

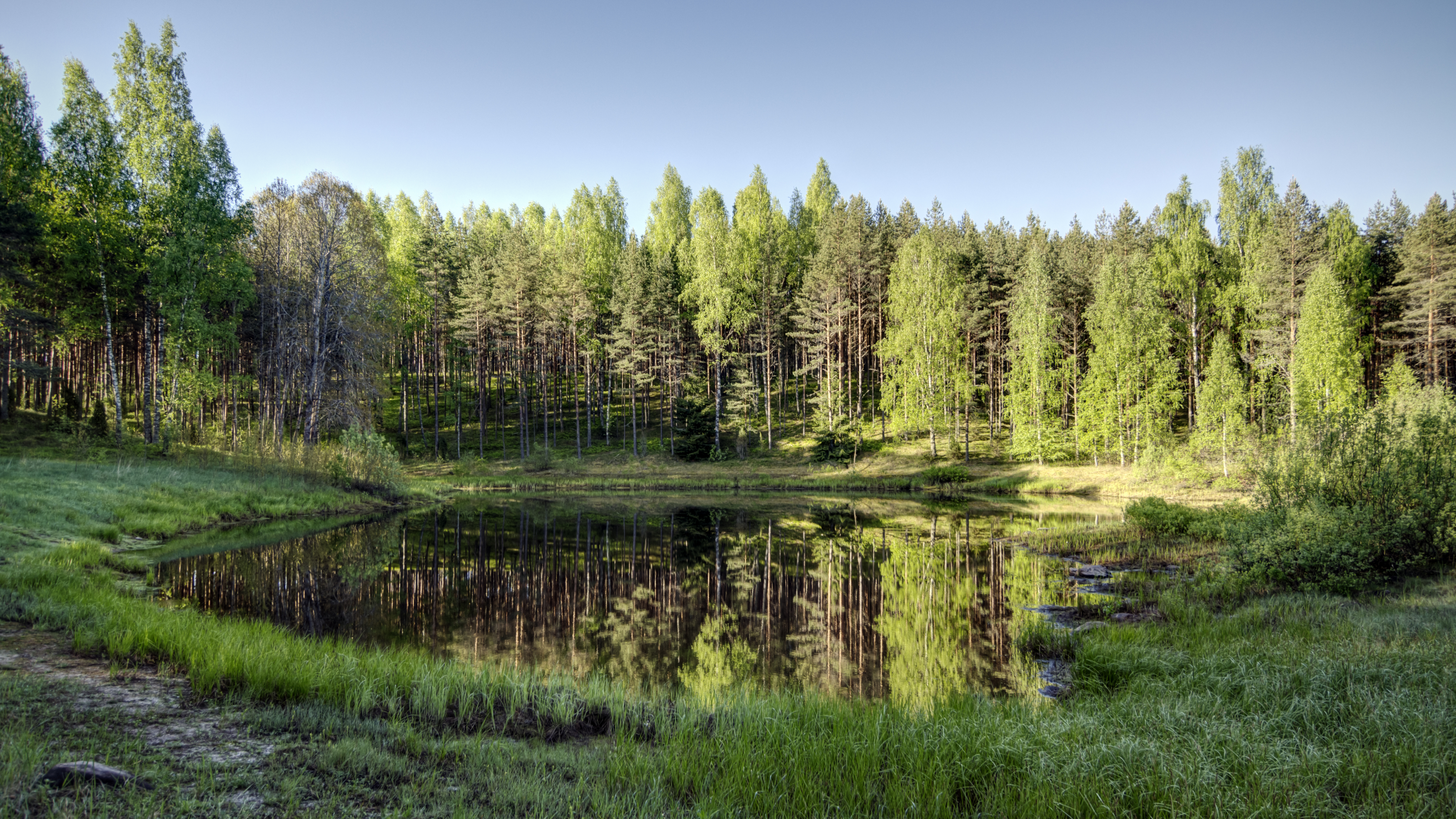
Jezioro Poogandi (est. Poogandi järv) we wschodniej części rezerwatu (2015)

Rezerwat utworzono celem ochrony rzadkich form polodowcowego ukształtowania terenu, ekosystemów leśnych, a także siedlisk wymienionych w Załączniku I dyrektywy siedliskowej: suchych wrzosowisk (4030), torfowisk wysokich (7110*), zachodniej tajgi (9010*) i lasu bagiennego (91D0*).
Flora i fauna tego obszaru jest stosunkowo uboga, choć występuje tu kilka cennych gatunków roślin i zwierząt z Załącznika II dyrektywy siedliskowej: piskorz, goździk piaskowy (Dianthus arenarius L. subsp. arenarius), sasanka łąkowa oraz widlicz spłaszczony.
Rezerwat krajobrazowy Mustoja jest miejscem występowania dzika oraz kilku chronionych gatunków ptaków, takich jak cietrzew czy orzeł przedni. W środkowej części obszaru chronionego znaleźć można traszkę grzebieniastą.
Pagórkowaty teren rezerwatu – z ozami, kemami i jeziorami polodowcowymi, porastającymi go wrzosowiskami, torfowiskami i lasami bagiennymi oraz przepływającą przezeń rzeką Mustoja – jest rdzeniem rejonu krajobrazowego Palumaa. Drobnoziarniste piaski bogate w kwarc, które dominują w glebie, również zasługują na ochronę.

## Galeria

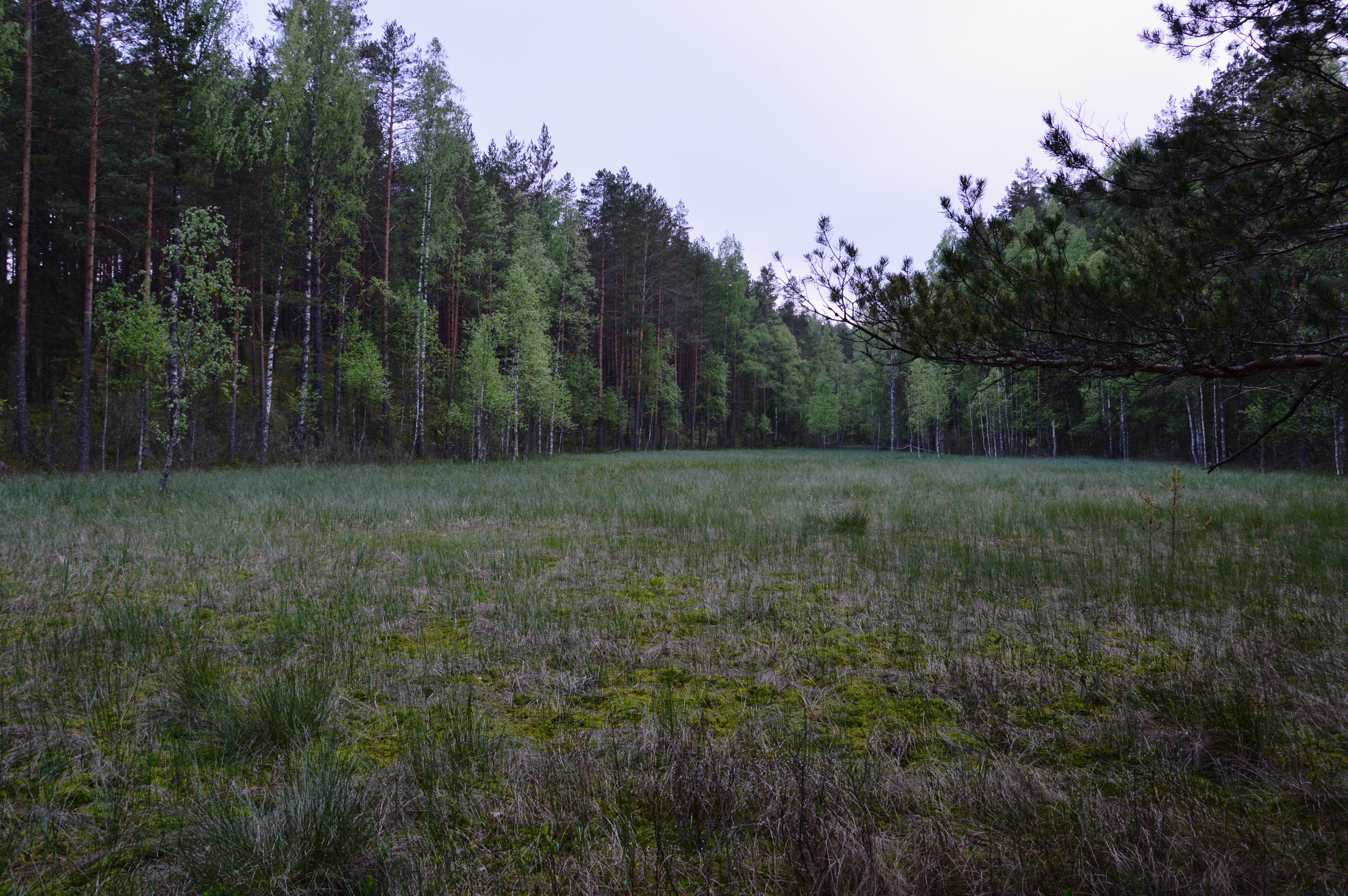
Obszar bagienny na terenie rezerwatu (2015)
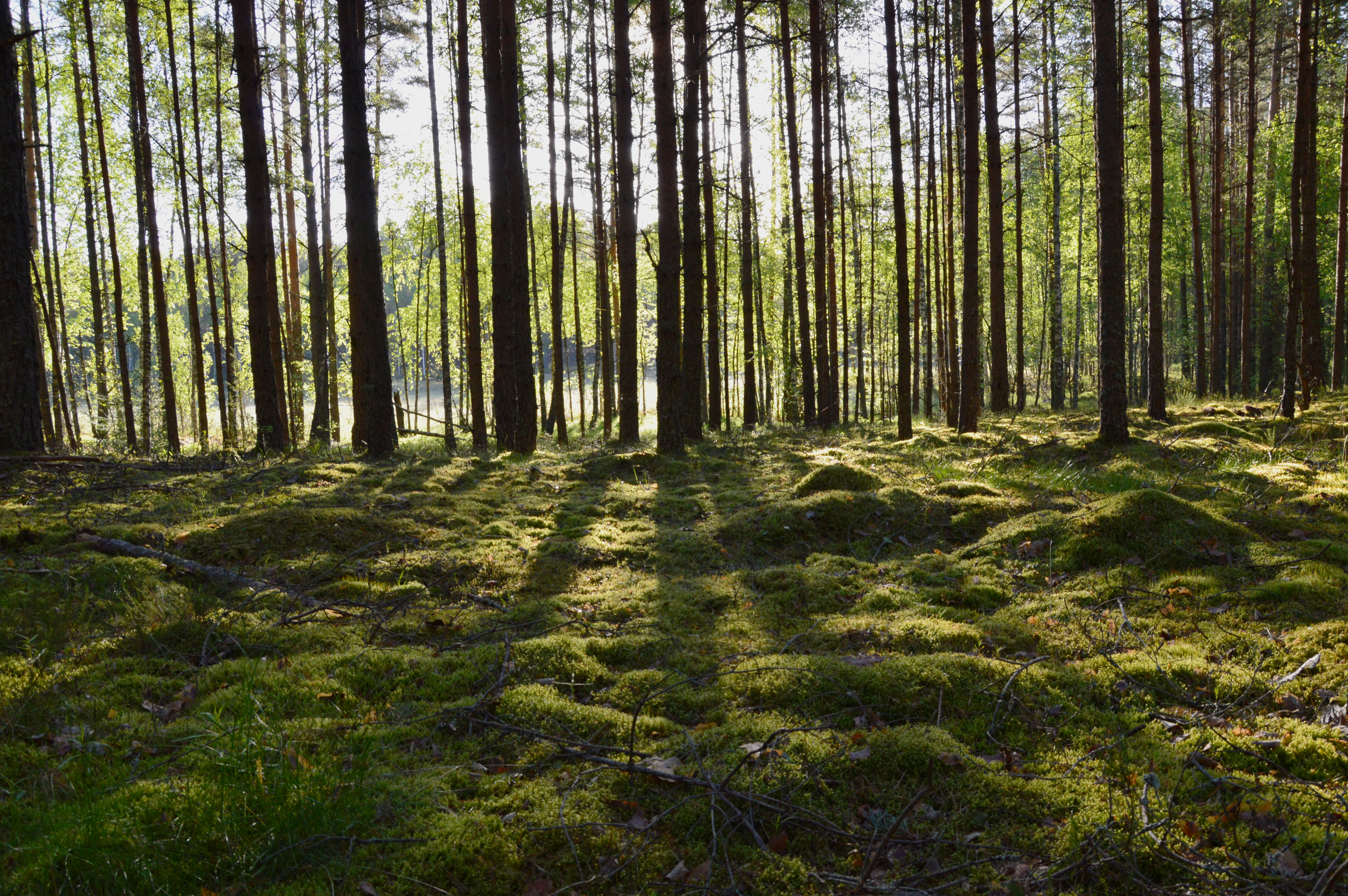
Las bagienny (2015)
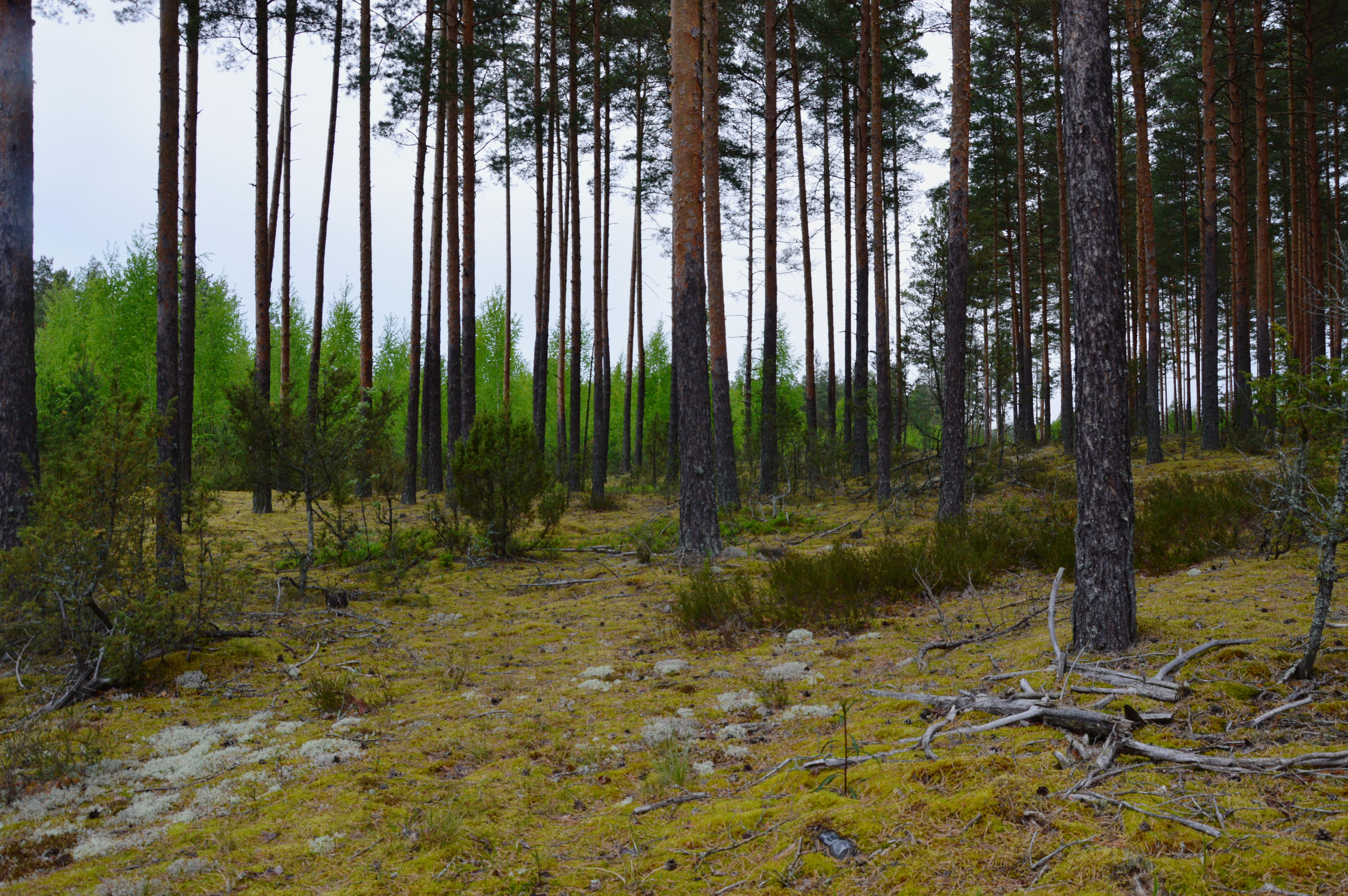
Las sosnowy na obszarze rezerwatu (2015)